# متعاقبة حبيبية متطاولة
متعاقبة حبيبية متطاولة (الاسم العلمي:Synechococcus elongatus) هي نوع من البكتيريا يتبع جنس المتعاقبة الحبيبية من فصيلة المتعاقبات الحبيبية.

## البحوث المتعلقة

### التحول الحيوي إلى وقود
استطاع باحثون عمل تعديلات وراثية على هذا النوع من البكتيريا الزرقاء لتُنتج وقود إيزوبوتانال (ألدهيد) وإيزوبوتانول (كحول) من ثنائي أكسيد الكربون من خلال التركيب الضوئي.